# Walter Ableiter
Walter Ableiter (* 22. Januar 1922 in Ludwigsburg; † 22. Juni 1993 in Bad Wildbad) war ein deutscher Politiker (FDP/DVP). 

## Leben
Ableiter war Präsident des Landesverbandes Baden-Württemberg des Deutschen Hotel- und Gaststättenverbandes und für den Wahlkreis Calw von 1968 bis 1970 Mitglied des Landtags von Baden-Württemberg in dessen 5. Wahlperiode. Walter Ableiter betrieb ein Kurhotel in Bad Wildbad. Er gehörte dem Gemeinderat von Wildbad an und wurde 1975 zum 1. Stellvertreter des Bürgermeisters gewählt.

## Ehrungen
- 1977: Verdienstmedaille des Landes Baden-Württemberg[5][6]
- 1989: Bundesverdienstkreuz 1. Klasse